# مذبحة جيش إلفينستون 1842
حدثت مذبحة جيش إلفينستون في كابول عام 1842 خلال الحرب الأنغلو-أفغانية الأولى. في بداية الصراع هزمت قوات شركة الهند البريطانية والشرقية قوات الأمير الأفغاني دوست محمد بركزاي، وفي عام 1839 احتلت كابل، واستعادت الحاكم السابق، شاه شجاع دراني، أميرًا. إلا أن الوضع المتدهور والاضطرابات المبررة بين الشعب الأفغاني تجاه البريطانيين جعل الموقف أكثر خطورة حيث في 2 نوفمبر 1841 أعلن أكبر خان ثورة عامة وسرعان ما تبع مواطني كابل حذوها. واقتحموا منزل السير ألكساندر بيرنز، أحد كبار الضباط السياسيين البريطانيين، وقتلوه هو وموظفوه، حتى أجبرت الانتفاضة في كابل القائد آنذاك، اللواء السير ويليام إلفينستون، على سحب الحامية. ولتحقيق هذه الغاية، تفاوض على اتفاق مع وزير أكبر خان (أحد أبناء دوست محمد بركزاي) والذي بموجبه عاد جيشه إلى الحامية البريطانية في جلال آباد، على بعد أكثر من 90 ميل (140 كـم) بعيدا. عندما بدأ الجيش وأتباع المعسكر في المسيرة تعرض لهجوم من رجال القبائل الأفغان. مات العديد من صفوف الجيش بسبب التعرض أو لدغة الصقيع أو الجوع أو لقوا حتفهم أثناء القتال. 
شن الأفغان العديد من الهجمات ضد صفوف الجيش حيث أحرز تقدمًا بطيئًا خلال ثلوج الشتاء في هندوكوش. في المجموع، خسر الجيش البريطاني 4500 جندي، بالإضافة إلى حوالي 12000 مدني: يضم الأخير كلا من أسر الجنود الهنود والبريطانيين، بالإضافة إلى العمال والخدم وغيرهم من أتباع المعسكر الهندي. تم تصفية البريطانيين نهائيا خارج قرية تسمى غاندماك في 13 يناير.
تم قتل أكثر من 16000 شخص من صفوف الجيش بقيادة إلفينستون، لم يصل إلى جلال آباد سوى أوروبي واحد (الجراح المساعد ويليام برايدون) وعدد قليل من جنود السيبوي الهنود. تم إطلاق سراح أكثر من مائة سجين بريطاني ورهائن مدنيين في وقت لاحق.   حوالي ألفي من الهنود، الذين تعرض الكثير منهم للتشويه بسبب قضمة الصقيع، نجوا وعادوا إلى كابول للوجود من خلال التسول أو البيع في العبودية. عاد بعضهم على الأقل إلى الهند بعد غزو بريطاني آخر لكابول بعد عدة أشهر، لكن آخرين ظلوا في أفغانستان. 
في عام 2013، وصف كاتب في مجلة ذي إيكونوميست هذه المذبحة بأنها «أسوأ كارثة عسكرية بريطانية حتى سقوط سنغافورة بعد قرن بالضبط».

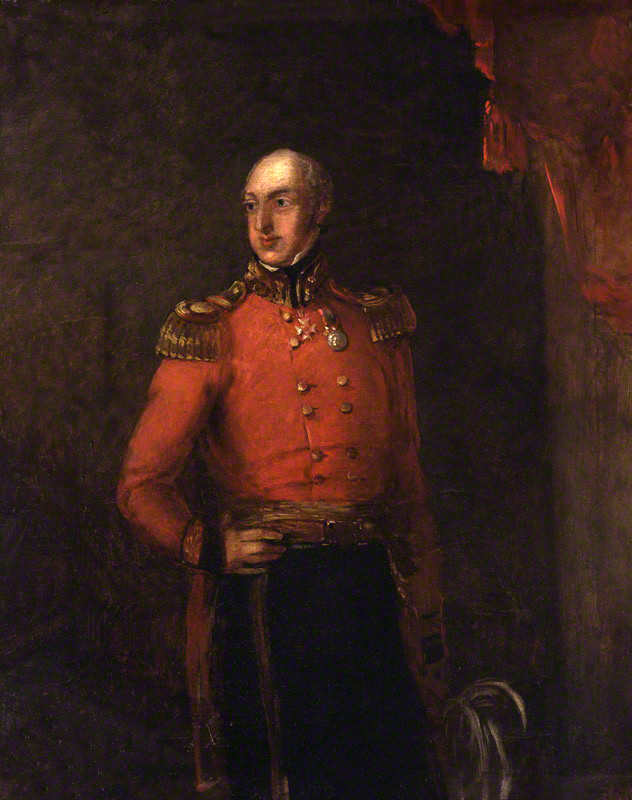
الجنرال ويليام إلفينستون، الذي حصل على قيادة القوات البريطانية في أفغانستان في عام 1841

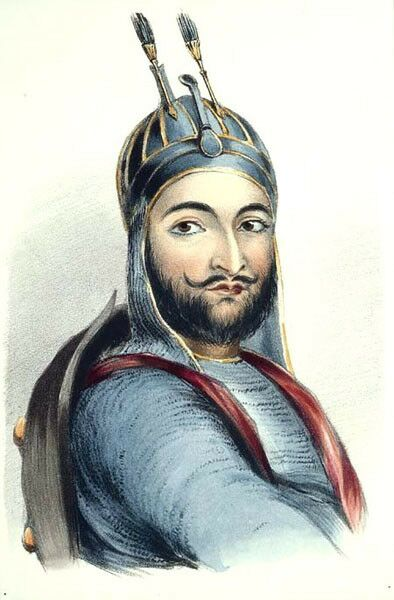
وزير أكبر خان، نجل الزعيم الأفغاني المخلوع، دوست محمد بركزاي.

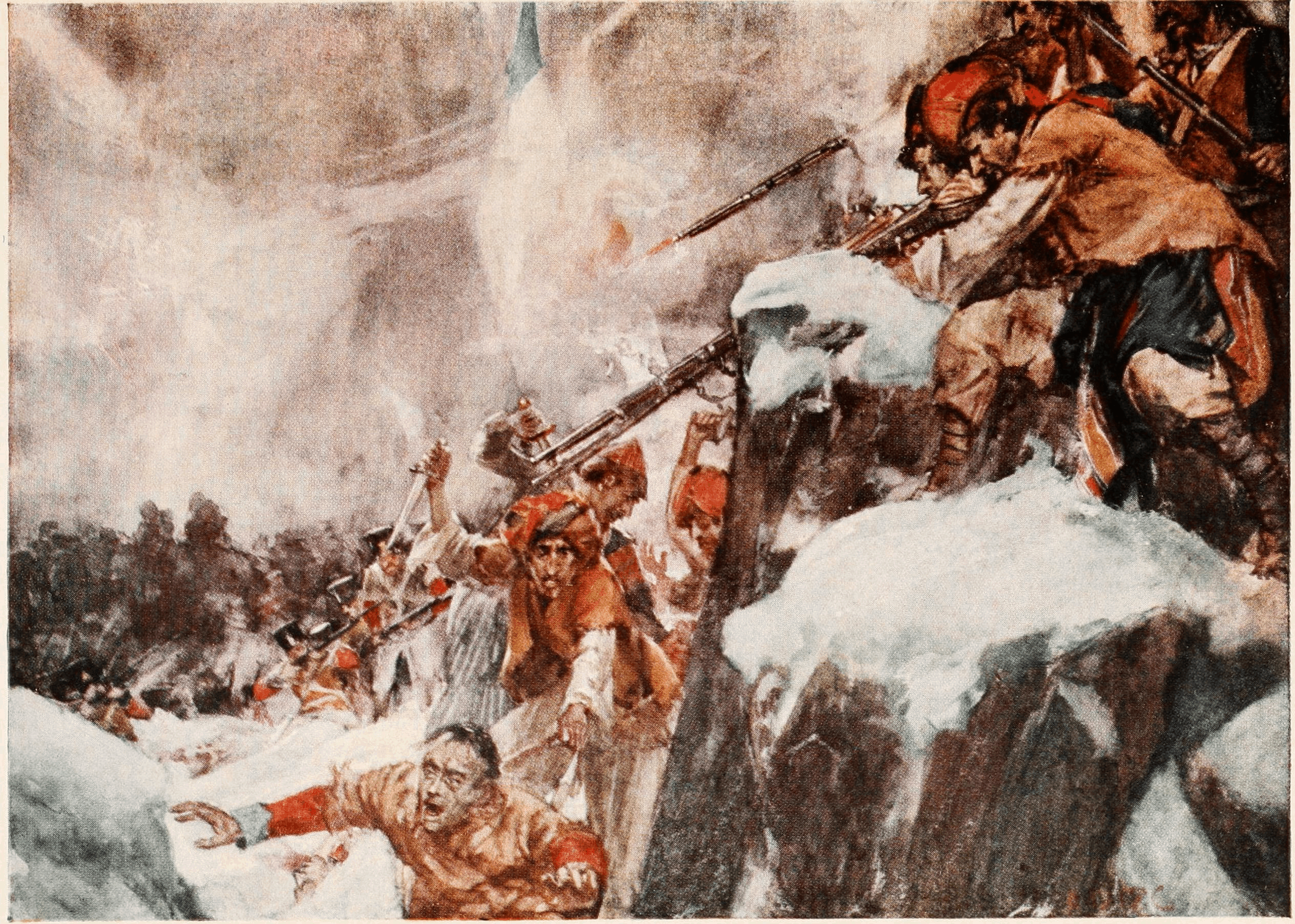
رسم توضيحي عام 1909 بواسطة آرثر ديفيد ماكورميك يصور الجنود البريطانيين يحاولون شق طريقهم عبر الممر.

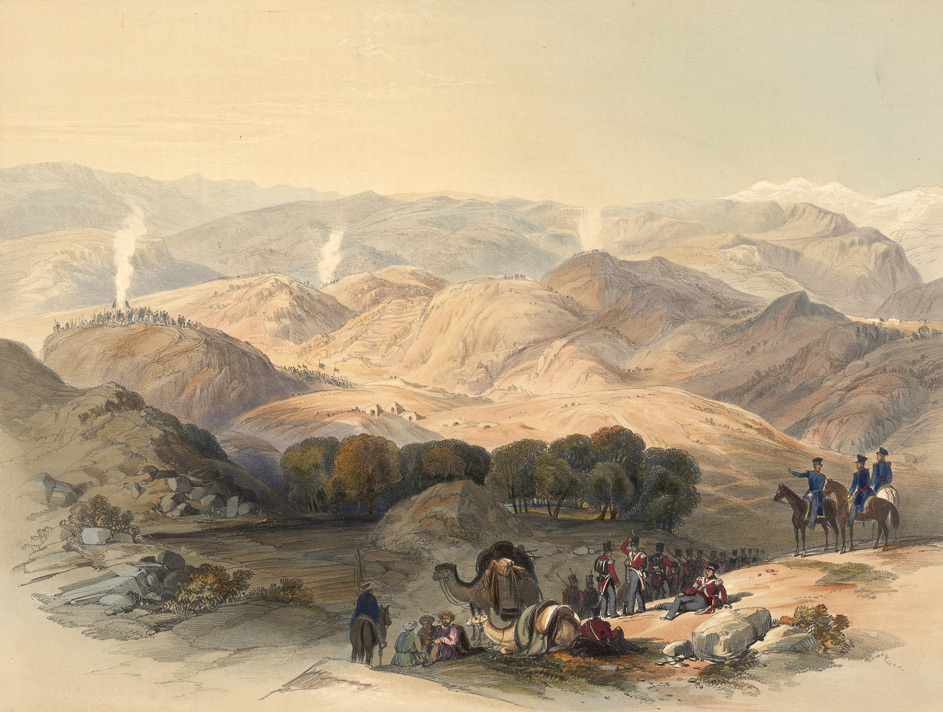
غروف ووادي Jugdulluk حيث اتخذ جيش إلفينستون موقعه الأخير في الانسحاب المفاجئ ؛ يناير 1842. كما رسمها على الفور جيمس Rattray.

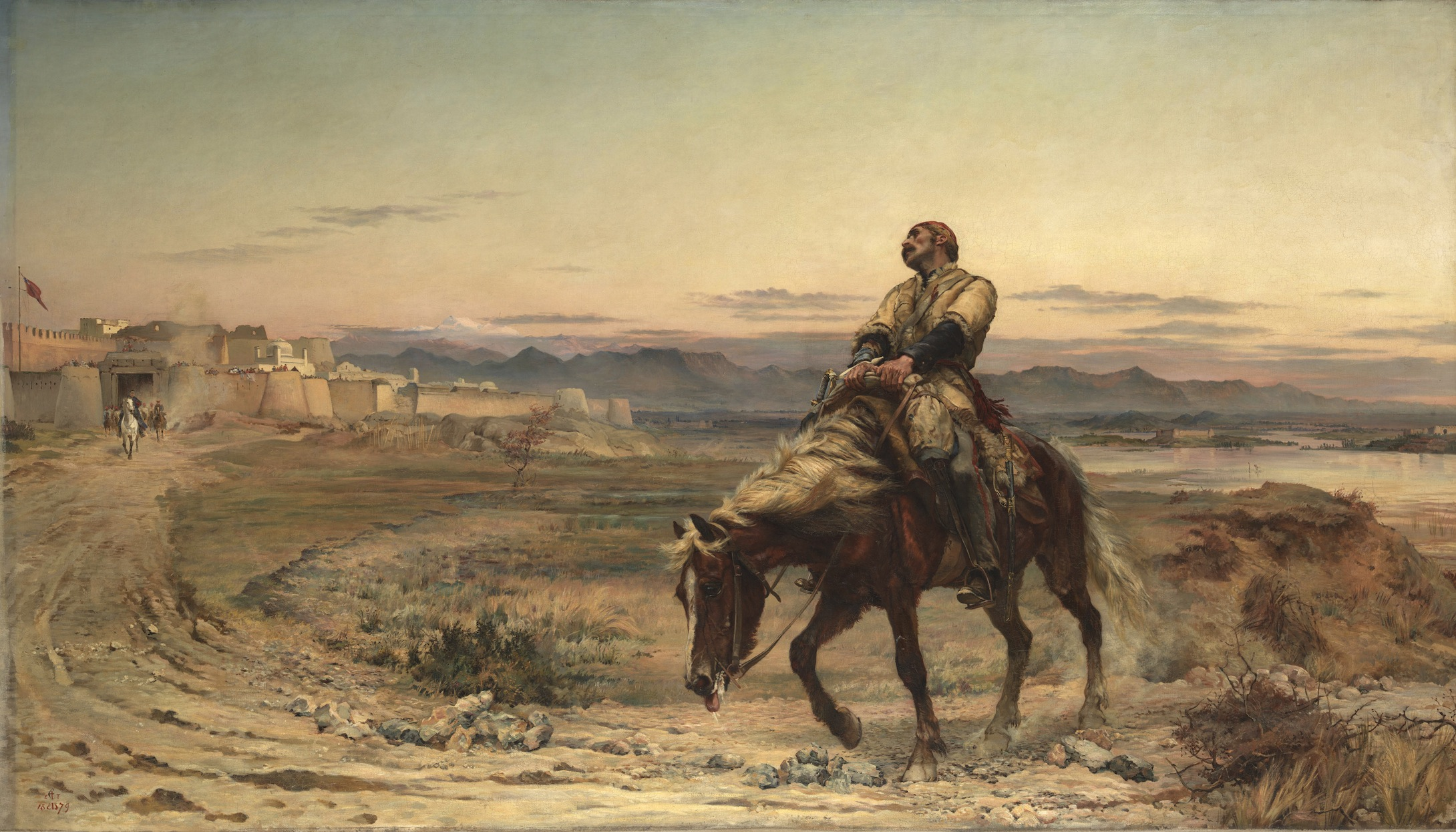
لوحة "فلول جيش" بواسطة إليزابيث بتلر تصور وصول الجراح المساعد ويليام برايدون إلى جلال آباد في 13 يناير 1842.

.

## ما بعد الكارثة
ترك الإبادة بريطانيا والهند في حالة صدمة وتعرض الحاكم العام، اللورد أوكلاند، لسكتة دماغية واضحة  عند سماع الخبر. في خريف عام 1842 قام «جيش الانتقام» بقيادة السير جورج بولوك، بقيادة ويليام نوت وروبرت سيل، بتدمير السوق الكبير وجميع المباني الأكبر في كابول.  أنقذ سيل شخصياً زوجته ليدي سيل وبعض الرهائن الآخرين من أيدي وزير أكبر خان. ومع ذلك، فإن ذبح جيش من قبل رجال القبائل الأفغانية كان مهينًا للسلطات البريطانية في الهند.
يُنظر إلى قيادة إلفينستون على أنها مثال سيئ السمعة على الكيفية التي يمكن بها لعدم الكفاءة وعدم الحياد لدى ضابط كبير أن يضر بمعنويات وفعالية جيش بأكمله (رغم أنه قد استنفذ كثيرًا بالفعل). فشل إلفينستون تمامًا في قيادة جنوده، لكنه مارس سلطة قاتلة بما يكفي لمنع أي من ضباطه من ممارسة القيادة المناسبة بدلاً منه.
لا يزال المؤرخون يناقشون ما إذا كان قد أمر بالمذبحة، أو أجازها، أو لم يتمكن ببساطة من منعها. ادعى بعض الضباط البريطانيين والأسر التي احتجزوا كرهائن في وقت لاحق أن أكبر خان قد أطلق عليها اسم «احتفظ بهم!» باللغة الفارسية، ولكن «اقتلهم!» في الباشتو إلى رجال القبائل. 
ظل دوست محمد سجينًا بريطانيًا حتى نهاية عام 1841 عندما تم إطلاق سراحه من قبل السلطات البريطانية التي بعد أن اتخذت ثأرها من كابل قررت التخلي عن أي محاولات للتدخل في الشؤون الداخلية لأفغانستان. بعد اغتيال شجاع شاه في أبريل 1842، سرعان ما أعاد دوست محمد سلطته. توفي في 9 يونيو 1863 لأسباب طبيعية، أحد الحكام الأفغان القلائل في الألف سنة الماضية للقيام بذلك. حتى بعد الغزوين البريطانيين لبلاده، لم يتدخل بأي طريقة خلال التمرد الهندي عام 1857 .
أثر تدمير العديد من أفواج القوات الهندية خلال المذبحة حتما على معنويات جيش البنغال التابع لشركة الهند الشرقية والتي استمدت منها هذه الوحدات. جملة «الشركة البريطانية التي لا تقهر» التي كانت تشتهر بها سابقًا دُمرت. علق ضابط بريطاني في اندلاع تمرد البنغال العظيم بعد خمسة عشر عاماً بعبارة «الرجال يتذكرون كابول».

## تصوير
كتب الروائي والشاعر الألماني ثيودور فونتان في عام 1858 القصة داس تراويرسبيل فون أفغانستان (مأساة أفغانستان) .
يصف الكاتب البريطاني جورج ماكدونالد فريزر هذا الحدث في الكتاب الأول من سلسلة Flashman Papers ، Flashman .
<i id="mw9g">فيكتوريا</i> (2017) حلقة «ابنة الجندي» تدلل على بقاء برايدون حيا في المذبحة. في العرض، ترد الملكة فيكتوريا لخسارة الأرواح في المذبحة من خلال خطاب عند إطلاق أتش أم أس Trafalgar، وعن طريق اللقاء الخاص وتكريم برايدون. 

### اقتباسات
1. ↑  Colley 2010.
2. ↑  ويليام داريمبل (8 مايو 2010). "The Ghosts of Gandamak". نيويورك تايمز. مؤرشف من الأصل في 2019-12-20. اطلع عليه بتاريخ 2010-05-09.
3. 1 2 3 4  Dalrymple 2013.
4. ↑  Ewans، Martin (2002). Afghanistan: A Short History of Its People and Politics. HarperCollins. ص. 51. ISBN:0060505087. مؤرشف من الأصل في 2020-02-24.
5. ↑  "The first Anglo-Afghan war: Lessons unlearned". ذي إيكونوميست. 26 يناير 2013. مؤرشف من الأصل في 2017-06-22. اطلع عليه بتاريخ 2013-02-20.
6. ↑  Hopkirk 1991.
7. ↑  Mason، Philip (1974). A Matter of Honour. Holt, Rinehart and Winston. ص. 225. ISBN:0-333-41837-9. مؤرشف من الأصل في 2020-02-24.
8. ↑  WETA. "'Victoria' Season 2: "A Soldier's Daughter/The Green-Eyed Monster" Recap". Telly Visions (بالإنجليزية). Archived from the original on 2019-12-20. Retrieved 2019-02-09.
9. ↑  "Season 2, Victoria | History in Images: Victoria Season 2 Episode 1 | Masterpiece | Official Site | PBS". Masterpiece (بالإنجليزية الأمريكية). Archived from the original on 2019-04-27. Retrieved 2019-02-09.

## روابط خارجية
- مذبحة بريطانية كارثية من كابول
- حساب الحملة البريطانية والمجزرة
- سرد مسيرة الموت في مشروع بالدوين نسخة محفوظة 5 أكتوبر 2018 على موقع واي باك مشين.
- الحرب الغربية الأولى في أفغانستان كانت «كارثة إمبراطورية»
- ثيودور فونتان، داس تراويرسبيل فون أفغانستان ، الأصل الألماني
- تاريخ موجز للحرب الأفغانية الأولى